# Черкасский Успенский монастырь
Черкасский Успенский монастырь — упразднённый старообрядческий мужской монастырь, действовавший в Черкассах в 1811—1923 годах.

## История
В 1805 году настоятель Куренёвского Никольского монастыря игумен Филарет (Пудрянцев) отправляет в Черкассы инока Анурия для поиска земли под новый монастырь. Причиной этого являлось желание помещика И. В. Гудовича закрепостить старообрядцев Куренёвки, пребывавших в мещанском сословии. Разрешение на основание монастыря было получено от губернских властей в октябре 1811 году. В том же году игумен Филарет переезжает в Черкассы. По другим сведениям, монастырь основан в конце XVIII века Филаретом из Брянска.
В 1820 году при игумене Пимене (Макарове) монастырь пострадал от разлива Днепра и перенесён на новое место. В обители было два храма: летний в честь Успения Пресвятой Богородицы и зимний с престолами во имя преподобного Сергия Радонежского и святителя Филиппа, митрополита Московского; во владении было 10 десятин земли. После смерти Пимена игуменом был Мефодий, а после смерти Мефодия — Серапион, которого обвиняли в сотрудничестве с Синодальной церковью. После Серапиона игуменом избрали Пафнутия, который украл у монастыря четыре тысячи рублей, церковную утварь и скрылся. Далее игуменом стал Харлампий, который хотел принять Белокриницкую иерархию, за что был низложен. С 1846 года, из-за неприятия «австрийского» священства, монастырь называют беспоповским, хотя ранее он принимал беглых священников Синодальной церкви.
В 1861 году в монастыре проживало 35 насельников во главе с игуменом Тарасием (Потаповым). В 1868 году в пользовании обители находилось 30 десятин земли. Московская старообрядческая архиепископия годами пыталась склонить монастырь к принятию белокриницкого священства, посылая дары и пожертвования, но все эти попытки не увенчались успехом. С 1880-х годов обитель была в тяжёлом финансовом положении, существуя в основном за счёт пожертвований из Москвы, Киева, Ростова и Нижнего Новгорода. В 1915 году монастырь причисляют к беспоповскому Спасову согласию.
В 1923 году монастырь закрыт советскими властями. Успенская церковь была взята под охрану государства и превращена в музей древнерусской живописи, но в мае 1928 года, из-за подмыва водами Днепра, её разобрали.